# Vieregg (Adelsgeschlecht)

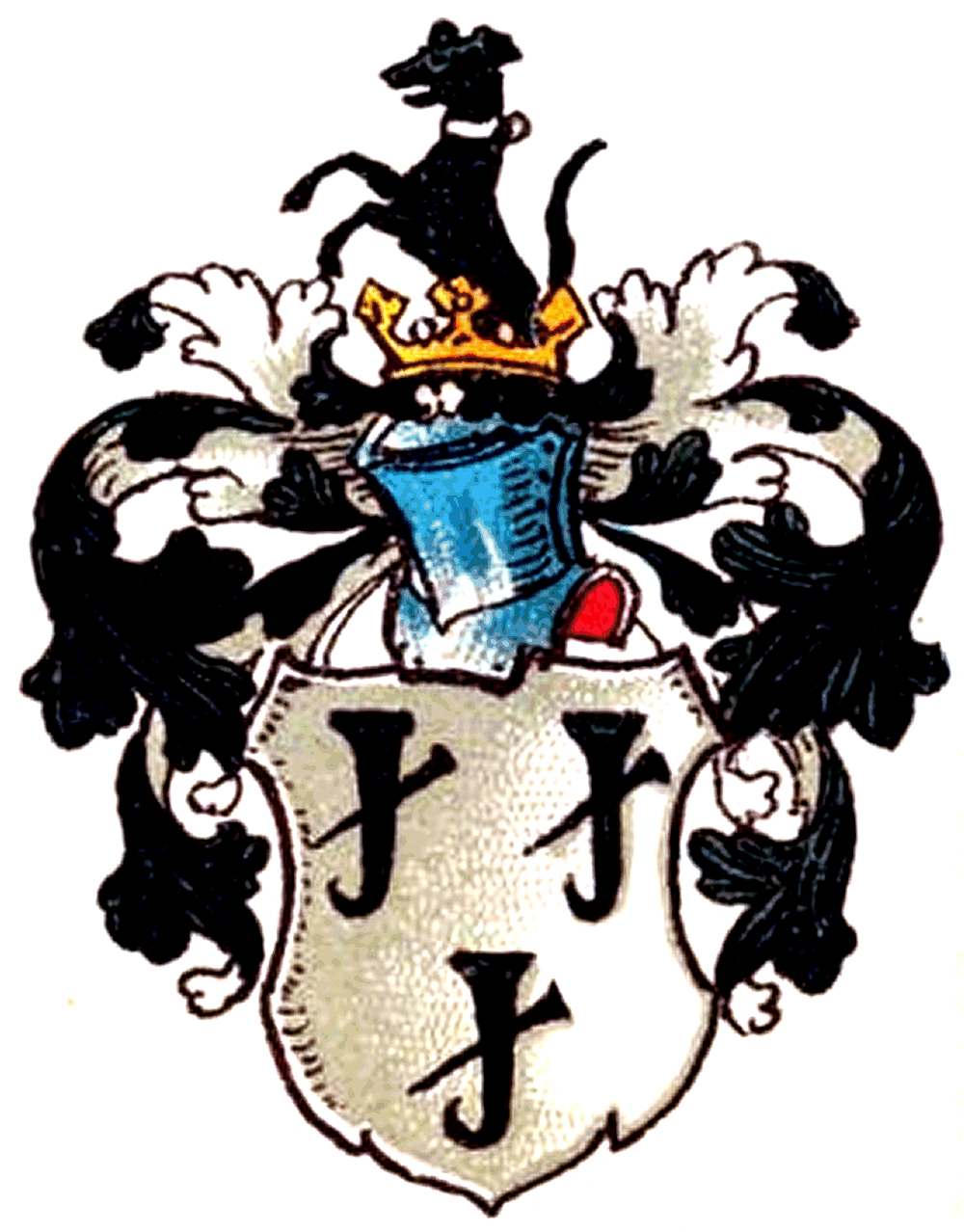
Wappen derer von Vieregg

Die Herren, Freiherren und Grafen Vieregg, auch Vieregge, Viereggen oder Viereck gehören zum mecklenburgischen Uradel und konnten ebenfalls in Bayern, Preußen und Dänemark zu einigem Ansehen gelangen. Zweige der Familie bestehen bis heute fort.

## Geschichte

### Mecklenburg
Das Geschlecht der Vieregge erscheint zuerst mit den Brüdern Diedrich und Grubo Vereghe, die in den Jahren 1346, 1347 und 1349 urkundlich genannt wurden. Die durchgängige Stammreihe des Geschlechts beginnt mit obigem Grubo Vereghe, Erbherr auf Blengow, Knappe und Kämmerer Herzog Albrechts I. Ein Ritter Otto war 1348 Erbherr auf Wokrent. Weitere mecklenburgische Stammgüter der Familie waren Rossewitz und Weitendorf. Otto Vieregge verkaufte 1375 seine Hälfte an den Dörfern Moisling, Niendorf und Reecke an Hermann von Osenbrügge. 1499 verkaufte die Familie das Dorf Glasewitz an die Herzöge von Mecklenburg. Im Bistum Schwerin hatten die Vieregg das Hofmarschallamt inne. Die Vieregg waren 1523 Mitsiegler der Union der Landstände. Von 1498 bis 1508 war Sophie von Vieregge Priorin im Kloster Dobbertin. Elise von Vieregge (1866–1951), verheiratet mit Wilhelm von Amsberg (1856–1929), war die Großmutter väterlicherseits des niederländischen Prinzgemahls Claus von Amsberg und damit Urgroßmutter des heutigen Königs Willem-Alexander.
In dem von 1696 bis 1918 geführten Einschreibebuch des Klosters Dobbertin befinden sich 14 Töchter der Familie von Vieregg(e) von 1739 bis 1876 aus Kobrow, Steinhausen, Wattmannshagen und Weitendorf zur Aufnahme in das dortige adelige Damenstift.

### Bayern

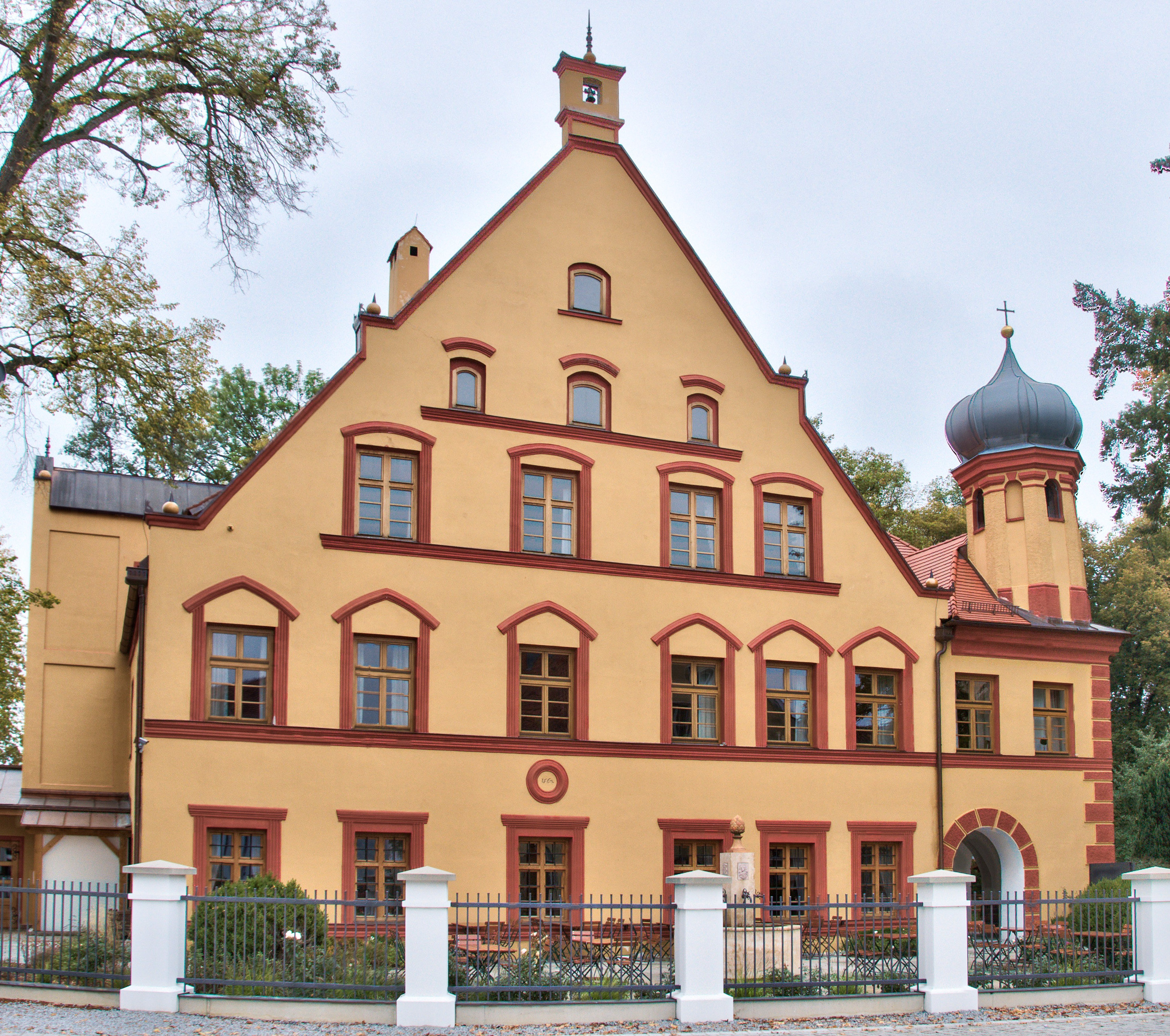
Schloss Gerzen, Niederbayern

Im Jahre 1552 begab sich Paul Vieregg in Kriegsdienste des Herzogs Albrecht von Bayern. Er vermählte sich 1556 mit einer Schellenberg und starb als Landvogt von Höchstadt. Von 1597 bis 1833 war Schloss Gerzen im Besitz der bayerischen Linie. 1615 erhielt Dietrich Vieregg, Erbherr auf Görtzen (Gerzen), die herzoglich-bayerische Edelmannsfreiheit. Sein Sohn, der kurbayerische Kämmerer und Tranchiermeister am kurbayerischen und kurkölnischen Hofe, Wolf Heinrich Viereckh, erhielt am 28. Juli 1663 die Erlaubnis, sich von Viereckh zu schreiben. Seine Söhne, der Erbherr auf Görtzen Ferdinand Joseph, der Fürstbischöfliche Freisinger Hofkammerrat Maximilian Joseph und Georg Florian Erasmus, wurden am 10. Dezember 1692 von Kaiser Leopold I. in den Reichsfreiherrenstand gehoben. Während des bayerischen Vikariats erfolgte am 1. März 1790 die Hebung in den Reichsgrafenstand für den kurbayerischen Geheimen Rat, Kämmerer und Oberstallmeister Matthäus Carl Anton von Vieregg (1719–1802), Sohn des obigen Freiherrn Ferdinand Joseph zu Görtzen. Graf Franz Joseph von Vieregg, Sohn des obigen Matthäus, Erbherr auf Tutzing und bayerischer Generalmajor, immatrikulierte sich bei der bayerischen Grafenklasse der Ritterschaft am 18. März 1809. Die Immatrikulation bei der Freiherrenklasse der Ritterschaft erfolgte am 3. Februar 1813.
Graf Matthäus von Vieregg (1719–1802) stiftete am 14. April 1846 den bayerischen Familienfideikommiss für die oberbayerischen und niederbayerischen Güter der Familie.
In Tutzing ist die Graf-Vieregg-Straße nach der Familie benannt. Epitaphe der Vieregg findet sich in St. Peter und Paul in Feldafing sowie in der gleichnamigen ehemaligen Pfarrkirche in Tutzing.

### Preußen
Im Jahre 1590 machte sich die Familie auf dem Gut Vorwerk bei Lassan in Vorpommern sesshaft. Matthias Viereggen hatte das Gut von seinem Schwiegersohn Joachim Zitzewitz mit herzoglicher Erlaubnis pfandweise erworben. Bereits 1603, die Burggerechtigkeit erst 1613, wurde der Pfandbesitz, dem Sohn des Matthias, Jakob Viergge konfirmiert. Seinen Anteil an Relzow verkaufte letzterer im Jahre 1639 an Rudolph von Elwern, danach trat die Familie in Pommern bis auf Weiteres nicht mehr in Erscheinung.
Adam Otto von Viereck (1684–1758), Erbherr auf Weitendorf und Wattmannshagen, kurfürstlich brandenburgischer Geheimer Rat und Oberkriegskommissar erhielt im August 1692 in Kleve das preußische Indigenat.
Henriette Dorothea Ursula Katharina von Viereck († 1854), Tochter des königlich preußischen Obermundschenks Georg Ulrich von Viereck, war Herrin auf Lossow und erste Hofdame und Standesdame bei Königin Luise, sie wurde am 30. März 1834 in den preußischen Grafenstand gehoben. 1836 ließ sie das Gutshaus Sillginnen in Ostpreußen von Schinkel errichten.

### Dänemark
Der gleichnamige Vater des Obigen, Adam Otto von Viereck (1634–1717), war in den Jahren 1698 bis 1706 preußischer Gesandter in Kopenhagen. Seine Tochter Elisabeth Helene von Vieregg (1679–1704), zunächst Hofdame der Kronprinzenschwester, Prinzessin Sophie Hedwig (1677–1735), wurde 1699 Mätresse Friedrichs IV. von Dänemark. Am 6. September 1703 wurde sie in den dänischen Grafenstand gehoben. Sie starb jedoch im Kindbett mit einem Jungen, Frederik Gyldenløve (1704–1705), woraufhin der König eine weitere morganatische Beziehung einging.
Am 28. März 1776 erfolgte die dänische Adelsnaturalisation für Frederik Ludvig von Viereck aus der Linie Kobrow. Er war königlich dänischer Kammerherr sowie nachmaliger Amtmann und Landvogt auf Fehmarn. Er stiftete die dänische Linie des Geschlechts.
Größere Bekanntheit in dänischen Diensten erlangten auch der dänische Statthalter von Norwegen in den Jahren 1712 bis 1713, Claus Henrik Vieregg, der dänische Generalmajor Julius Johann von Vieregg (1689–1756) oder der dänische Diplomat Cuno Hans von Vieregg (1728–1795).

## Besitz

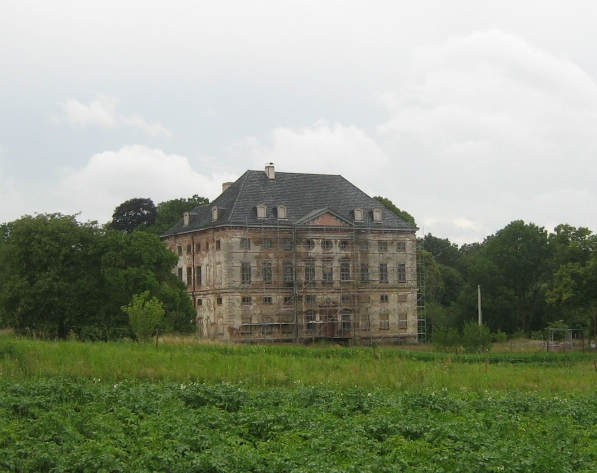
Herrenhaus Rossewitz, erbaut 1657–1680 durch Joachim Heinrich von Vieregge

- in Mecklenburg: Altenhagen, Groß Belitz, Benitz, Blengow, Bresen, Bristow, Bubzien, Bussewitz, Dettmannsdorf, Dudinghausen, Galtzien, Glasewitz, Gramtzow, Gremmelin, Güstow, Kobrow, Groß und Klein Kranckow, Kronskamp, Groß und Klein Lantow, Levkendorf, Mierendorf, Moisling, Moysal, Niendorf, Püchow, Raden, Reecke, Roggow, Rossewitz, Spoitgendorf (bis 1753), Steinhagen, Steinhausen, Subsin/Subzien, Vinstorf, Wattmannshagen, Weitendorf, Wichmannsdorf, Wentorff, Woland, Wokrent, Wustrow, Zabkendorf und Ziersdorf

- in Bayern: Bertensdorf, Furtharn, Garatshausen, Gerzen, Götzdorf, Hilpoltstein, Lay, Pähl, Rösselsberg, Sattelthambach, Starnberg, Schöllnach, Seiboldsdorf, Thürnthenning, Tutzing, Weinsfeld und Wieling

- in Dänemark: Antvorskov

- in Preußen: Kampenbruch, Karschau, (Kuglacken), (Megussen), Postehnen und Sillginnen

- in Pommern: Borrentin, Plüggentin, Jasedow, Papendorf, Pulow, Relzow, Vorwerk bei Lassan und Warnekow

- in Brandenburg: Birkholz, Carow, Buch, Cossar und Lossow mit Buschmühle

- in Hannover: Schwanewede

## Wappen
Das Stammwappen zeigt in Silber 3 (2, 1) je schräglinks, mit einem schwarzen Haken belegt gestürzte schwarze, innen rote Jagdhörner oder Feuer- bzw. Brunnenhaken. Auf dem gekrönten Helm mit schwarz-silbernen Decken ein wachsender schwarzer Windhund mit goldenem Halsband.

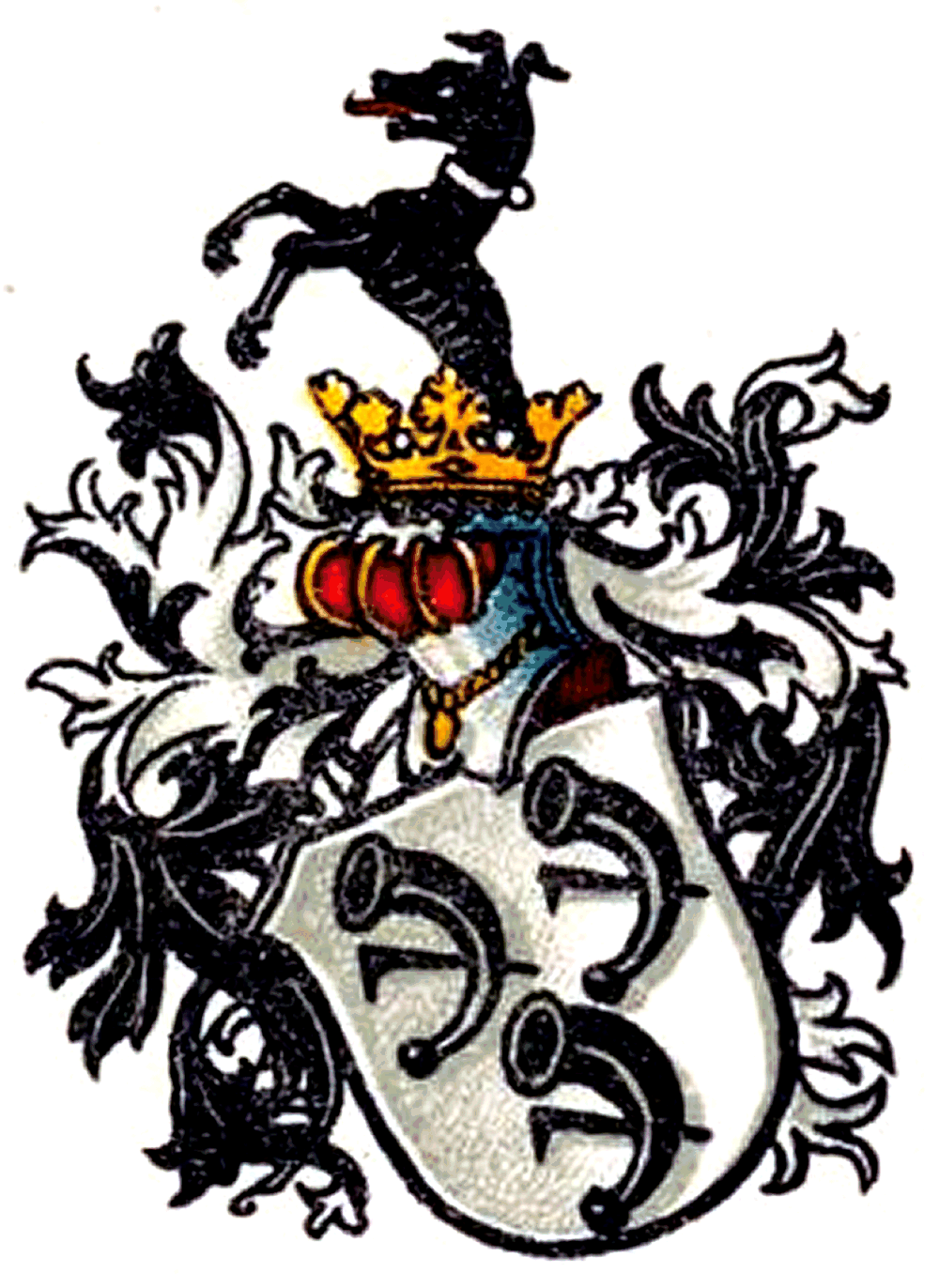
Wappenvariante der Vieregg
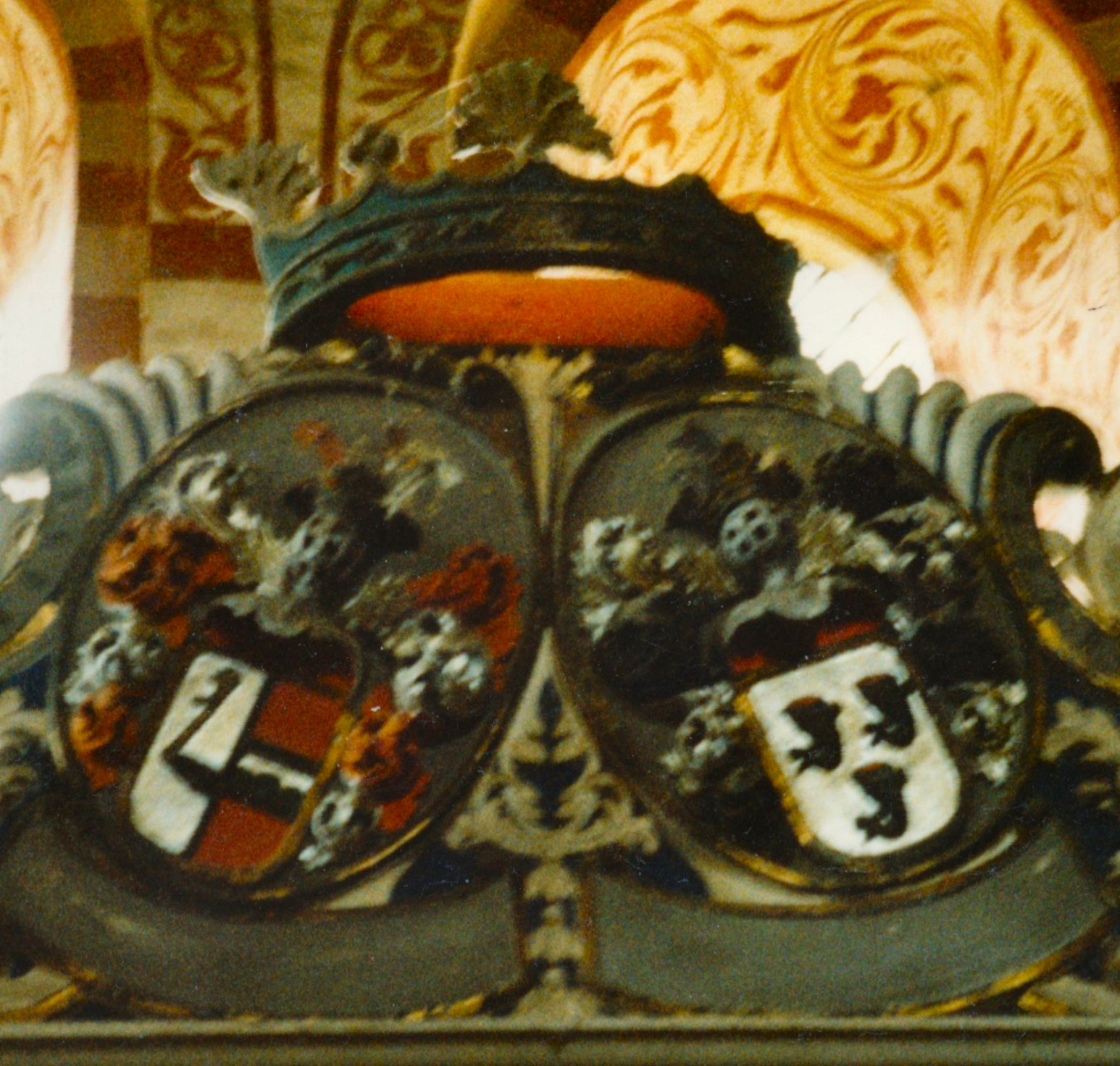
Wappen an der Patronatsloge der Kirche von Hohen Sprenz
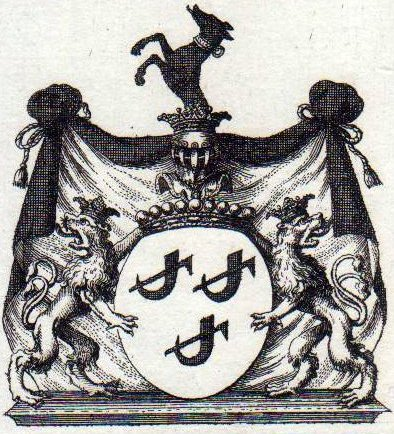
Wappen der Grafen Vieregg

## Bekannte Familienangehörige

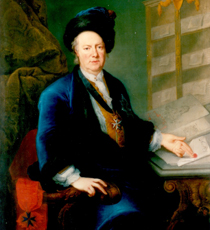
Adam Otto von Viereck, preußischer Staatsminister

- Adam Otto von Viereck (1634–1717), Herzoglich mecklenburg-güstrowscher Kammerpräsident und preußischer Gesandter in Kopenhagen
- Claus Henrik von Vieregg (1655–1713), Statthalter von Norwegen in den Jahren 1712 bis 1713
- Gräfin Elisabeth Helene von Vieregg (1679–1704), Mätresse und heimliche Ehefrau Friedrichs IV. von Dänemark
- Adam Otto von Viereck (1684–1758), preußischer Staatsminister und Geheimer Etatsrat, Ritter des Schwarzen Adlerordens
- Carl Henrik von Vieregg (1686–1747), dänischer Staatsrat, Geheimrat und Amtmann in Hadersleben, Dompropst in Hamburg
- Julius Johann von Vieregg (1689–1756), dänischer Generalmajor
- Matthäus Carl Anton von Vieregg (1719–1802), kurbayerischer Geheimer Rat, Kämmerer und Obriststallmeister, Konferenzminister für auswärtige Angelegenheiten, sowie Landvogt und Forstmeister zu Höchstadt, 1769 Großkreuzherr des Sankt-Hubertus-Ordens und Komtur des St. Georgsorden
- Friedrich Ludwig Matthias von Vieregge auf Subzin, Rittmeister, 1761–1768 Provisor im Kloster Dobbertin
- Adam Otto von Vieregge auf Steinhausen, Kammerherr, 1798–1820 Provisor im Kloster Dobbertin
- Christian Friedrich von Viereck (1725–1777), preußischer Generalmajor
- Cuno Hans von Vieregg (1728–1795), dänischer Diplomat
- Ernst Vollrad von Vieregge (1744–1816), preußischer Generalmajor
- Graf Friedrich von Vieregg (1752–1843), kurpfalzbayerischer Generalmajor, Großkreuzherr des Malteserordens, Komtur der Kommende Landsberg und Wirklicher Geheimer Rat, 1802 war er Hofmarksherr zu Tutzing
- Freiherr Anton von Vieregg (1755–1830), General der Bayerischen Armee und Inhaber des Kommandeurkreuzes des Militär-Max-Joseph-Ordens.
- Henriette Gräfin von Viereck (1766–1854), Erste Hofdame der Königin Luise, ließ 1836 das Gutshaus Sillginnen/Ostpreußen von Schinkel errichten
- Graf Karl Matthäus von Vieregg (1798–1864), Leutnant des 1. Husarenregiments, Generalmajor der Landwehr, Oberst à la suite und Malteserritter
- Graf Friedrich Max von Vieregg (1833–1866), K.u.K. Kämmerer und Husarenoffizier
- Gustav von Viereck (1845–1906), Rittergutsbesitzer und Mitglied des Deutschen Reichstags
- Elise von Vieregge (1866–1951), Urgroßmutter des Königs der Niederlande Willem-Alexander und Großmutter des Prinzengemahls Claus von Amsberg
- Hans von Viereck (1872–1943), deutscher Generalleutnant
- Henning von Vieregge (* 27. August 1872 in Steinhausen bei Neuburg; † 3. Mai 1945 ebenda), Offizier
- Henning von Vieregge (* 1946), promoviert bei Karl Dietrich Bracher, 1996 bis 2008 Geschäftsführer des Gesamtverband Kommunikationsagenturen GWA, 2011 bis 2012 Vorsitzender des Stiftungsrates der Stiftung Mitarbeit, 2012 bis zur Auflösung 2015 Vorsitzender der Aktion Gemeinsinn e. V., Bonn
- Konrad von Viereck (* 1947), ehem. Geschäftsführer von McCann Erickson Deutschland und Ost-Europa, Geschäftsführer der Stiftung der Hochschule für Angewandte Wissenschaften Hamburg